# Lafayette Young
Lafayette Young (Eddyville, 1848. május 10. – Des Moines, 1926. november 15.) az Egyesült Államok szenátora.